# Prognathisme
 Mise en garde médicale
Le prognathisme (du latin pro, « avant » et du grec γνάθος, « mâchoire ») est une configuration faciale selon laquelle une ou les deux mâchoires sont projetées en avant par rapport à la « verticale » allant du front au nez. Lorsqu'une seule des deux machoires est concernée, on parle de prognathisme mandibulaire ou maxillaire. Le rétrognathisme (ou brachygnathisme (en) chez les chevaux), phénomène inverse, caractérise une ou deux machoires situées en retrait de cette ligne. 
L'angle facial est la mesure qui permet d'évaluer le prognathisme.
Dans les écrits non-médicaux, lorsque le terme est employé seul, il désigne généralement une avancée de la mâchoire inférieure.

## Prognathisme chez les ancêtres de l'homme
Le prognathisme est une des caractéristiques dans l'histoire évolutive des homininés. Le développement de la face et l'augmentation de la taille de la boîte crânienne entraînent en effet un redressement du tronc[réf. nécessaire] et une verticalisation de la face, d'où un prognathisme de moins en moins marqué et un angle facial qui augmente. Cette diminution du prognathisme facial abaisse le plan d'occlusion sous l’échancrure coronoïde, ce qui entraîne une réduction sagittale masticatrice[Quoi ?], une disparition des dents carnassières et une élévation progressive de l’axe charnière[pas clair].
Quelques valeurs approximatives d'angle facial obtenues à partir de fossiles types de la lignée humaine :
- Homo habilis : 65 à 68°
- Homo erectus : 75 à 81°
- Homo neanderthalensis : 71 à 89°
- Homo sapiens : 82 à 88°

## Prognathisme dans l'histoire
Les portraits des rois d'Espagne de la maison de Habsbourg, de Charles Ier (Charles Quint) à Charles II, font apparaître un prognathisme mandibulaire héréditaire évident dans cette famille.

## Orthodontie et chirurgie orthognathique
La denture de l'homme actuel est acquise il y a 40 Ma par les Catarhiniens qui ont une face prognathe. Cette denture explique que les hommes actuels ont des problèmes avec leurs dents : la formule dentaire est restée identique alors que la taille de la mâchoire a rétréci au cours de l'évolution dans la lignée menant à l'homme, si bien que le manque de place pour la troisième molaire est à l'origine d'une plus grande fréquence d'extractions des dents de sagesse et d'agénésie dentaire. L’orthodontie adulte associée à la chirurgie maxillo-faciale permet aussi de corriger les malpositions des dentitions supérieures et inférieures (malocclusion dentaire). Dans le cadre d'un prognathisme ou classe 3 d'angle[Quoi ?], le procédé chirurgical le plus fréquent consiste en une avancée de la mâchoire supérieure , ou avancée chirurgicale du maxillaire. Cette opération est appelée chirurgie de LeFORT 1 d'avancée en référence aux fractures de Le FORT. Dans les cas de prognathisme plus sévère, d'autres types de chirurgie orthognathique peuvent être utilisées.